# Luigi Prividali
Luigi Prividali (1771 - Görz, 1844) fou un agent teatral, periodista i transcriptor a temps parcial de vodevils francesos, sobretot conegut per haver escrit el 1812 el llibret de L'occasione fa il ladro de Gioachino Rossini.
Va començar la seva carrera com a advocat, però va deixar-la per dedicar-se exclusivament al teatre, on va escriure una vintena de llibrets. També va treballar com a empresari en diversos teatres i es va fer un nom com a crític teatral. En aquest rol, va destacar pel seu entusiasme per Rossini, amb qui mantenia una estreta relació personal.